# Johnny Mathis (Popsänger)/Diskografie
Diese Diskografie ist eine Übersicht über die musikalischen Werke des US-amerikanischen Sängers und Entertainers Johnny Mathis. Den Schallplattenauszeichnungen zufolge hat er bisher mehr als 20,9 Millionen Tonträger verkauft, davon alleine in seiner Heimat über 18,1 Millionen. Seine erfolgreichste Veröffentlichung ist das Weihnachtsalbum Merry Christmas mit über fünf Millionen verkauften Einheiten.

## Alben

### Studioalben
| Jahr | Titel                                                  | Höchstplatzierung, Gesamtwochen, AuszeichnungChartplatzierungen (Jahr, Titel, Platzierungen, Wochen, Auszeichnungen, Anmerkungen) | Höchstplatzierung, Gesamtwochen, AuszeichnungChartplatzierungen (Jahr, Titel, Platzierungen, Wochen, Auszeichnungen, Anmerkungen) | Anmerkungen                                                            |
| Jahr | Titel                                                  | UK | US | Anmerkungen                                                            |
| ---- | ------------------------------------------------------ | --- | --- | ---------------------------------------------------------------------- |
| 1957 | Wonderful Wonderful                                    | — | US4 (26 Wo.)US |                                                                        |
| 1957 | Warm                                                   | UK6 (2 Wo.)UK | US2 Gold · (113 Wo.)US | mit Percy Faith and His Orchestra                                      |
| 1958 | Good Night, Dear Lord                                  | — | US10 (12 Wo.)US |                                                                        |
| 1958 | Swing Softly                                           | UK10 (1 Wo.)UK | US6 Gold · (16 Wo.)US |                                                                        |
| 1959 | Open Fire, Two Guitars                                 | — | US4 Gold · (96 Wo.)US |                                                                        |
| 1959 | Heavenly / Ride on a Rainbow (UK)                      | UK10 (2 Wo.)UK | US1 Platin · (295 Wo.)US |                                                                        |
| 1960 | Faithfully                                             | — | US2 Gold · (75 Wo.)US |                                                                        |
| 1960 | Johnny’s Mood                                          | — | US4 (65 Wo.)US |                                                                        |
| 1960 | The Rhythms and Ballads of Broadway                    | UK6 (10 Wo.)UK | US6 (27 Wo.)US |                                                                        |
| 1961 | I’ll Buy You a Star                                    | UK18 (1 Wo.)UK | US38 (23 Wo.)US |                                                                        |
| 1962 | Live It Up!                                            | — | US14 (39 Wo.)US |                                                                        |
| 1962 | Rapture                                                | — | US12 (37 Wo.)US |                                                                        |
| 1963 | Johnny                                                 | — | US20 (27 Wo.)US |                                                                        |
| 1963 | Romantically                                           | — | US23 (27 Wo.)US |                                                                        |
| 1964 | Tender Is the Night                                    | — | US13 (28 Wo.)US |                                                                        |
| 1964 | The Wonderful World of Make Believe                    | — | US75 (10 Wo.)US |                                                                        |
| 1964 | This Is Love                                           | — | US40 (20 Wo.)US |                                                                        |
| 1965 | Love Is Everything                                     | — | US52 (11 Wo.)US |                                                                        |
| 1965 | The Sweetheart Tree                                    | — | US71 (26 Wo.)US |                                                                        |
| 1966 | The Shadow of Your Smile                               | — | US9 (45 Wo.)US |                                                                        |
| 1966 | So Nice                                                | — | US50 (18 Wo.)US |                                                                        |
| 1967 | Johnny Mathis Sings                                    | — | US103 (11 Wo.)US |                                                                        |
| 1967 | Up, Up and Away                                        | — | US60 (20 Wo.)US |                                                                        |
| 1968 | Love Is Blue                                           | — | US26 (40 Wo.)US |                                                                        |
| 1968 | Those Were the Days                                    | — | US60 (21 Wo.)US |                                                                        |
| 1969 | The Impossible Dream                                   | — | US163 (4 Wo.)US |                                                                        |
| 1969 | People                                                 | — | US192 (2 Wo.)US |                                                                        |
| 1969 | Love Theme from „Romeo and Juliet“ (A Time for Us)     | — | US52 (24 Wo.)US |                                                                        |
| 1970 | Raindrops Keep Falling on My Head                      | UK23 (10 Wo.)UK | US38 (26 Wo.)US |                                                                        |
| 1970 | Close to You                                           | — | US61 (9 Wo.)US |                                                                        |
| 1971 | Johnny Mathis Sings the Music of Bacharach & Kaempfert | — | US169 (7 Wo.)US |                                                                        |
| 1971 | Love Story                                             | UK27 (5 Wo.)UK | US47 (18 Wo.)US |                                                                        |
| 1971 | You’ve Got a Friend                                    | — | US80 (10 Wo.)US |                                                                        |
| 1972 | In Person – Recorded Live at Las Vegas                 | — | US128 (7 Wo.)US | Mathis’ einziges Livealbum in den Charts aufgenommen im Caesars Palace |
| 1972 | The First Time Ever (I Saw Your Face)                  | UK40 (3 Wo.)UK | US71 (15 Wo.)US |                                                                        |
| 1972 | Song Sung Blue / Make It Easy on Yourself (UK)         | UK49 (1 Wo.)UK | US83 (18 Wo.)US |                                                                        |
| 1973 | Me and Mrs. Jones                                      | — | US83 (14 Wo.)US |                                                                        |
| 1973 | Killing Me Softly with Her Song                        | — | US120 (7 Wo.)US |                                                                        |
| 1973 | I’m Coming Home                                        | UK18 Silber · (11 Wo.)UK | US115 (22 Wo.)US |                                                                        |
| 1974 | The Heart of a Woman                                   | UK39 (2 Wo.)UK | US139 (7 Wo.)US |                                                                        |
| 1975 | When Will I See You Again                              | UK13 Silber · (10 Wo.)UK | US99 (13 Wo.)US |                                                                        |
| 1975 | Feelings                                               | UK— SilberUK | US97 Gold · (21 Wo.)US |                                                                        |
| 1976 | I Only Have Eyes for You                               | UK14 Gold · (11 Wo.)UK | US79 (15 Wo.)US |                                                                        |
| 1977 | Mathis Is …                                            | — | US139 (5 Wo.)US |                                                                        |
| 1977 | Hold Me, Thrill Me, Kiss Me / Sweet Surrender (UK)     | UK55 Silber · (1 Wo.)UK | — |                                                                        |
| 1978 | You Light Up My Life                                   | UK3 Gold · (19 Wo.)UK | US9 Platin · (24 Wo.)US |                                                                        |
| 1978 | That’s What Friends Are For                            | UK16 Gold · (11 Wo.)UK | US19 Gold · (16 Wo.)US | mit Deniece Williams                                                   |
| 1979 | The Best Days of My Life                               | UK38 (5 Wo.)UK | US122 (7 Wo.)US |                                                                        |
| 1979 | Mathis Magic                                           | UK59 Silber · (5 Wo.)UK | — |                                                                        |
| 1980 | Tears and Laughter                                     | UK1 Gold · (15 Wo.)UK | — |                                                                        |
| 1980 | Different Kinda Different / All for You (UK)           | UK20 (8 Wo.)UK | US164 (5 Wo.)US |                                                                        |
| 1981 | Celebration – The Anniversary Album                    | UK9 Gold · (16 Wo.)UK | — |                                                                        |
| 1982 | Friends in Love                                        | UK34 (7 Wo.)UK | US147 (9 Wo.)US |                                                                        |
| 1983 | Unforgettable: Tribute to Nat „King“ Cole              | UK5 Gold · (16 Wo.)UK | — | mit Natalie Cole                                                       |
| 1984 | A Special Part of Me                                   | UK45 (3 Wo.)UK | US157 (19 Wo.)US | Erstveröffentlichung: 22. Januar 1984                                  |
| 1986 | The Hollywood Musicals                                 | UK46 Silber · (8 Wo.)UK | US197 (2 Wo.)US | Erstveröffentlichung: 17. Oktober 1986 mit Henry Mancini               |
| 1991 | Better Together – The Duet Album                       | — | US189 (1 Wo.)US | Erstveröffentlichung: 8. Oktober 1991                                  |
| 1996 | All About Love                                         | — | US119 (1 Wo.)US | Erstveröffentlichung: 7. Mai 1996                                      |
| 2008 | A Night to Remember                                    | UK29 (2 Wo.)UK | — | Erstveröffentlichung: 29. April 2008                                   |

Weitere Studioalben
| - 1956: Johnny Mathis - 1960: Rhythms of Broadway - 1964: Ballads of Broadway - 1964: Olé - 1965: The Young Americans Presented by Johnny Mathis (mit The Young Americans) - 1965: Away from Home - 1966: Ein Abend mit Johnny Mathis - 1969: Sings the Music of Bert Kaempfert - 1970: Johnny Mathis - 1971: Tenderly - 1971: Sings of Love - 1972: This Guy’s in Love with You - 1973: Embraceable You - 1975: Heavenly and Faithfully (2 LPs) | - 1980: Night & Day - 1981: 99 Miles from L. A. - 1984: Live - 1985: Right from the Heart - 1988: Once in a While - 1989: In the Still of the Night - 1990: In a Sentimental Mood: Mathis Sings Ellington - 1993: How Do You Keep the Music Playing? – The Songs of Michel Legrand and Alan & Marilyn Bergman - 1998: Because You Loved Me: The Songs of Diane Warren - 2000: Mathis on Broadway - 2005: Isn’t It Romantic: The Standards Album - 2010: Let It Be Me – Mathis in Nashville - 2015: Life Is a Song Worth Singing (2 CDs) |

### Kompilationen
| Jahr | Titel                                                     | Höchstplatzierung, Gesamtwochen, AuszeichnungChartplatzierungen (Jahr, Titel, Platzierungen, Wochen, Auszeichnungen, Anmerkungen) | Höchstplatzierung, Gesamtwochen, AuszeichnungChartplatzierungen (Jahr, Titel, Platzierungen, Wochen, Auszeichnungen, Anmerkungen) | Anmerkungen                             |
| Jahr | Titel                                                     | UK | US | Anmerkungen                             |
| ---- | --------------------------------------------------------- | --- | --- | --------------------------------------- |
| 1958 | Johnny’s Greatest Hits                                    | — | US1 ×3Dreifachplatin · (490 Wo.)US                                                                                                |                                         |
| 1959 | More Johnny’s Greatest Hits                               | — | US2 Gold · (93 Wo.)US |                                         |
| 1961 | Portrait of Johnny                                        | — | US2 (63 Wo.)US |                                         |
| 1963 | Johnny’s Newest Hits                                      | — | US6 (45 Wo.)US |                                         |
| 1964 | I’ll Search My Heart and Other Great Hits                 | — | US35 (16 Wo.)US |                                         |
| 1964 | The Great Years                                           | — | US88 (10 Wo.)US |                                         |
| 1972 | Johnny Mathis’ All-Time Greatest Hits                     | UK— SilberUK | US141 Platin · (15 Wo.)US |                                         |
| 1977 | Greatest Hits Volume IV                                   | UK31 (5 Wo.)UK | — |                                         |
| 1977 | The Johnny Mathis Collection / The Mathis Collection (UK) | UK1 Platin · (39 Wo.)UK | — | Doppelalbum                             |
| 1981 | The Best of Johnny Mathis 1975–1980                       | — | US140 Gold · (7 Wo.)US |                                         |
| 1981 | The First 25 Years – The Silver Anniversary Album         | — | US173 (4 Wo.)US |                                         |
| 1997 | The Global Masters                                        | — | US150 (1 Wo.)US | Doppel-CD mit Aufnahmen von 1963–1966   |
| 2006 | The Very Best Of                                          | UK6 (14 Wo.)UK | — |                                         |
| 2006 | Gold: A 50th Anniversary Celebration                      | — | US171 (1 Wo.)US | Erstveröffentlichung: 21. November 2006 |
| 2011 | The Ultimate Collection                                   | UK17 (6 Wo.)UK | — | Erstveröffentlichung: 10. Oktober 2011  |
| 2020 | Gold                                                      | UK70 (1 Wo.)UK | — | Erstveröffentlichung: 13. März 2020     |

Weitere Kompilationen
| - 1968: The Magic of Johnny Mathis (2 LPs) - 1969: I Just Found Out About Love! - 1971: Greatest Hits Vol. 3 - 1973: Johnny Today - 1973: The Johnny Mathis Treasury (Box mit 6 LPs) - 1973: The Early Years (2 LPs) - 1973: The Johnny Mathis Collection (2 LPs) - 1974: What ’ll I Do - 1974: Sings the Great Songs (2 LPs, UK: Silber) - 1976: The Best of Johnny Mathis - 1978: When a Child Is Born - 1978: Johnny Mathis - 1978: The Best of Johnny Mathis (2 LPs) - 1982: Wonderful | - 1986: 16 Most Requested Songs (US: Gold) - 1988: Love Songs - 1989: I’m Stone in Love with You - 1991: The Hits of Johnny Mathis (UK: Gold) - 1996: The Love Songs - 1998: Sings the Standards - 1998: The Ultimate Hits Collection - 1999: Super Hits - 2004: The Essential Johnny Mathis - 2006: Collections - 2007: Discover - 2008: 12th of Never (2 CDs) - 2008: The Collection |

### EPs
| - 1957: Will I Find My Love Today - 1957: Too Close for Comfort - 1957: Day In Day Out - 1957: It’s Not for Me to Say / Chances Are - 1958: Wonderful, Wonderful - 1958: Come to Me - 1958: While We’re Young - 1958: Warm, Vol. 2 - 1958: Kol Nidre (mit Percy Faith and His Orchestra) - 1958: Let Me Love You - 1958: Twelfth of Never - 1958: The Great Johnny Mathis Sings Ave Maria - 1958: A Handful of Stars - 1958: Ave Maria - 1958: Winter Wonderland / White Christmas - 1958: Merry Christmas, Vol. II - 1959: There Goes My Heart - 1959: Four Hits! - 1959: Swing Low - 1959: It’s De Lovely! - 1959: Call Me / All the Time - 1959: Meet Mister Mathis | - 1959: Christmas with Johnny Mathis - 1960: Tenderly - 1960: Eli Eli - 1960: Like Someone in Love - 1960: So Nice - 1960: Moonlight and Mathis - 1960: Call Me - 1961: I Am in Love - 1961: Let’s Do It - 1961: Four Show Hits - 1961: It’s Love - 1961: I’ll Be Seeing You - 1961: Secret Love - 1962: Rapture - 1962: Ring the Bell! - 1962: The Party’s Over - 1962: Live It Up – No. 1 - 1962: Live It Up – No. 2 - 1962: Live It Up – No. 3 - 1964: Mathis on Broadway - 1966: The Shadow of Your Smile - 1967: Show Time |

### Weihnachtsalben
| Jahr | Titel                                                       | Höchstplatzierung, Gesamtwochen, AuszeichnungChartplatzierungen (Jahr, Titel, Platzierungen, Wochen, Auszeichnungen, Anmerkungen) | Höchstplatzierung, Gesamtwochen, AuszeichnungChartplatzierungen (Jahr, Titel, Platzierungen, Wochen, Auszeichnungen, Anmerkungen) | Anmerkungen                              |
| Jahr | Titel                                                       | UK | US | Anmerkungen                              |
| ---- | ----------------------------------------------------------- | --- | --- | ---------------------------------------- |
| 1959 | Merry Christmas                                             | — | US3 ×5Fünffachplatin · (20 Wo.)US                                                                                                 | von 1958 bis 1962 jährlich in den Charts |
| 1993 | The Christmas Music of Johnny Mathis: A Personal Collection | — | US162 Gold · (3 Wo.)US | Kompilation                              |
| 2002 | The Christmas Album                                         | — | US143 (2 Wo.)US | Erstveröffentlichung: 22. Oktober 2002   |
| 2006 | A 50th Anniversary Christmas Celebration                    | — | US104 (26 Wo.)US | Erstveröffentlichung: 19. September 2006 |
| 2013 | Sending You a Little Christmas                              | — | US53 (8 Wo.)US | Erstveröffentlichung: 29. Oktober 2013   |

Weitere Weihnachtsalben
- 1963: Sounds of Christmas
- 1969: Give Me Your Love for Christmas (US: Platin)
- 1972: Christmas with Johnny Mathis and the Ray Conniff Singers (mit The Ray Conniff Singers)
- 1973: Christmas with Johnny Mathis and Percy Faith (mit Percy Faith)
- 1975: Merry Christmas (mit Percy Faith & His Orchestra)
- 1978: When a Child Is Born
- 1984: For Christmas
- 1985: Christmas with Johnny Mathis
- 1986: Christmas Eve with Johnny Mathis
- 1999: Listen! It’s Christmas (feat. CeCe Winans und London Symphony Orchestra)
- 2005: Winter Wonderland
- 2014: The Classic Christmas Album

## Singles

Plattenlabel When a Child Is Born

| Jahr | Titel Album                                                                           | Höchstplatzierung, Gesamtwochen, AuszeichnungChartplatzierungen (Jahr, Titel, Album, Platzierungen, Wochen, Auszeichnungen, Anmerkungen) | Höchstplatzierung, Gesamtwochen, AuszeichnungChartplatzierungen (Jahr, Titel, Album, Platzierungen, Wochen, Auszeichnungen, Anmerkungen) | Anmerkungen |
| Jahr | Titel Album                                                                           | UK | US | Anmerkungen |
| ---- | ------------------------------------------------------------------------------------- | --- | --- | --- |
| 1957 | Wonderful Wonderful Johnny’s Greatest Hits                                            | — | US17 (39 Wo.)US | Komponist: Sherman Edwards, Texter: Ben Raleigh |
| 1957 | It’s Not for Me to Say Johnny’s Greatest Hits                                         | — | US5 (34 Wo.)US | mit Ray Conniff Komponist: Robert Allen, Texter: Al Stillman |
| 1957 | Chances Are Johnny’s Greatest Hits                                                    | — | US5 (28 Wo.)US | Komponist: Robert Allen, Texter: Al Stillman |
| 1957 | The Twelfth of Never Johnny Mathis                                                    | — | US51 (17 Wo.)US | mit Ray Conniff and His Orchestra Komponist: Jerry Livingston, Texter: Paul Francis Webster                                                                      |
| 1957 | Wild Is the Wind Johnny Mathis                                                        | — | US37 (18 Wo.)US | mit Ray Ellis and His Orchestra Komponist: Dimitri Tiomkin, Texter: Ned Washington                                                                               |
| 1957 | No Love (But Your Love) Johnny Mathis                                                 | — | US48 (10 Wo.)US | mit Ray Ellis and His Orchestra Autor: Billy Myles |
| 1958 | Come to Me Johnny Mathis                                                              | — | US43 (13 Wo.)US | mit Ray Ellis and His Orchestra Autoren: Peter Lind Hayes, Robert Allen                                                                                          |
| 1958 | All the Time Johnny’s Greatest Hits                                                   | — | US42 (14 Wo.)US | von der Broadway-Produktion Oh Captain! mit Ray Ellis and His Orchestra Autoren: Jay Livingston, Ray Evans                                                       |
| 1958 | Teacher, Teacher More Johnny’s Greatest Hits                                          | UK27 (5 Wo.)UK | US43 (11 Wo.)US | mit Ray Ellis and His Orchestra Komponist: Robert Allen, Texter: Al Stillman                                                                                     |
| 1958 | A Certain Smile More Johnny’s Greatest Hits                                           | UK4 (16 Wo.)UK | US19 (14 Wo.)US | aus dem Film Ein gewisses Lächeln (20th Century Fox) mit Ray Ellis and His Orchestra Komponist: Sammy Fain, Texter: Paul Francis Webster                         |
| 1958 | Call Me More Johnny’s Greatest Hits                                                   | — | US51 (15 Wo.)US | mit Ray Ellis and His Orchestra Autoren: Belford Hendricks, Clyde Otis                                                                                           |
| 1958 | Winter Wonderland Merry Christmas                                                     | UK17 (3 Wo.)UK | — | mit Percy Faith and His Orchestra Komponist: Felix Bernard, Texter: Richard B. Smith Original: Richard Himber and His Ritz-Carlton Orchestra mit Joey Nash, 1934 |
| 1959 | You Are Beautiful More Johnny’s Greatest Hits                                         | UK38 (9 Wo.)UK | US60 (6 Wo.)US | aus dem Musical Flower Drum Song mit Ray Ellis and His Orchestra Autoren: Rodgers und Hammerstein                                                                |
| 1959 | Let’s Love More Johnny’s Greatest Hits                                                | — | US44 (9 Wo.)US | mit Ray Ellis and His Orchestra Autoren: Norman Kaye, Richard Ferraris                                                                                           |
| 1959 | Someone More Johnny’s Greatest Hits                                                   | UK6 (15 Wo.)UK | US35 (13 Wo.)US | mit Ray Ellis and His Orchestra Autor: William Tennyson |
| 1959 | Small World More Johnny’s Greatest Hits                                               | — | US20 (15 Wo.)US | mit Glenn Osser and His Orchestra Autoren: Jule Styne, Stephen Sondheim Original: Ethel Merman & Jack Klugman, 1959                                              |
| 1959 | Misty Heavenly                                                                        | UK12 (12 Wo.)UK | US12 (17 Wo.)US | mit Glenn Osser and His Orchestra Komponist: Erroll Garner, Texter: Johnny Burke Original: Erroll Garner Trio, 1954 (instrumental)                               |
| 1959 | The Story of Our Love Portrait of Johnny                                              | — | US93 (2 Wo.)US | mit Glenn Osser and His Orchestra Autoren: Michael Colicchio, Tony Piano                                                                                         |
| 1959 | The Best of Everything Four Hits! (EP)                                                | UK30 (1 Wo.)UK | US62 (5 Wo.)US | mit Glenn Osser and His Orchestra Komponist: Alfred Newman, Texter: Sammy Cahn                                                                                   |
| 1960 | Starbright Portrait of Johnny                                                         | UK47 (2 Wo.)UK | US25 (11 Wo.)US | mit Glenn Osser and His Orchestra Autoren: Lee Pockriss, Paul Vance                                                                                              |
| 1960 | Maria Faithfully                                                                      | — | US78 (7 Wo.)US | mit Glenn Osser and His Orchestra Autoren: Stephen Sondheim, Leonard Bernstein Original: Larry Kert, aus West Side Story, 1957                                   |
| 1960 | My Love for You Portrait of Johnny                                                    | UK9 (18 Wo.)UK | US47 (11 Wo.)US | mit Glenn Osser and His Orchestra Autoren: Abner Silver, Sid Wayne Original: Frank Sinatra, 1947                                                                 |
| 1960 | How to Handle a Woman Portrait of Johnny                                              | — | US64 (3 Wo.)US | aus dem Musical Camelot Autoren: Alan Jay Lerner, Frederick Loewe                                                                                                |
| 1961 | Wasn’t the Summer Short? Johnny’s Newest Hits                                         | — | US89 (1 Wo.)US | mit Ray Ellis and His Orchestra Autorin: Ruth Lyons |
| 1962 | Sweet Thursday Johnny’s Newest Hits                                                   | — | US99 (2 Wo.)US | Komponist: Jerry Livingston, Texter: Paul Francis Webster |
| 1962 | Marianna Johnny’s Newest Hits                                                         | — | US86 (1 Wo.)US | mit Pete King & His Orchestra Autoren: Alfred Newman, Paul Francis Webster                                                                                       |
| 1962 | Gina Johnny’s Newest Hits                                                             | — | US6 (12 Wo.)US | mit Don Costa & Orchestra Autoren: Leon Carr, Paul Vance |
| 1963 | What Will Mary Say Johnny’s Newest Hits                                               | UK49 (1 Wo.)UK | US9 (12 Wo.)US | mit Don Costa & Orchestra Autoren: Eddie Snyder, Paul Vance |
| 1963 | Every Step of the Way I’ll Search My Heart                                            | — | US30 (7 Wo.)US | mit Glenn Osser & Orchestra Komponist: Kurt Weill, Texter: Maxwell Anderson                                                                                      |
| 1963 | Sooner or Later I’ll Search My Heart                                                  | — | US84 (3 Wo.)US | mit Don Costa & Orchestra |
| 1963 | Come Back –                                                                           | — | US61 (6 Wo.)US | mit Don Costa & Orchestra Autoren: Eddie Snyder, Paul Vance |
| 1963 | Your Teenage Dreams –                                                                 | — | US68 (7 Wo.)US | mit Don Costa & Orchestra Autor: Bobby Worth |
| 1963 | I’ll Search My Heart                                                                  | — | US90 (4 Wo.)US | mit Don Costa & Orchestra Autoren: Allyn Ferguson, Ernie Richman, Neil Westen                                                                                    |
| 1964 | Bye Bye Barbara –                                                                     | — | US53 (7 Wo.)US | mit Don Costa & Orchestra Autoren: Jack Segal, Paul Vance |
| 1964 | Taste of Tears –                                                                      | — | US87 (3 Wo.)US | mit Don Costa & Orchestra Autoren: Teddy Bart, Paul Wyatt |
| 1964 | Listen Lonely Girl –                                                                  | — | US62 (8 Wo.)US | Arrangeur: Clous Ogerman Autoren: Bobby Scott, J. Lyons, D. Ahlert                                                                                               |
| 1965 | On a Clear Day You Can See Forever The Shadow of Your Smile                           | — | US98 (2 Wo.)US | Arrangeur: Glenn Osser Autoren: Al Lerner, Burton Lane |
| 1969 | Love Theme from „Romeo and Juliet“ (A Time for Us) Love Theme from „Romeo and Juliet“ | — | US96 (3 Wo.)US | Arrangeur: Ernie Freeman Autoren: Eddie Snyder, Larry Kusik, Nino Rota                                                                                           |
| 1973 | I’m Coming Home                                                                       | — | US75 (10 Wo.)US | Autoren: Linda Creed, Thom Bell |
| 1973 | Life Is a Song Worth Singing I’m Coming Home                                          | — | US54 (12 Wo.)US | Autoren: Linda Creed, Thom Bell |
| 1975 | I’m Stone in Love with You I’m Coming Home                                            | UK10 (12 Wo.)UK | — | Autoren: Linda Creed, Thom Bell, Tony Bell |
| 1976 | When a Child Is Born I Only Have Eyes for You                                         | UK1 Gold (Physisch) + Gold (Digital) · (14 Wo.)UK                                                                                        | — | Arrangeur: Gene Page, Autoren: Fred Jay, Zacar Original: Daniel Sentacruz Ensemble, 1974                                                                         |
| 1978 | Too Much, Too Little, Too Late You Light Up My Life                                   | UK3 Silber · (14 Wo.)UK | US1 Gold · (18 Wo.)US | mit Deniece Williams, Arrangeur: Gene Page Autoren: John Vallins, Nat Kipner                                                                                     |
| 1978 | You’re All I Need to Get By That’s What Friends Are For                               | UK45 (6 Wo.)UK | US47 (8 Wo.)US | mit Deniece Williams, Arrangeur: Gene Page Autoren: Ashford & Simpson Original: Marvin Gaye & Tammi Terrell, 1968                                                |
| 1979 | Gone, Gone, Gone The Best Days of My Life                                             | UK15 (10 Wo.)UK | — | Arrangeur: Gene Page Autoren: L. Russell Brown, Lisa Hayward |
| 1981 | When a Child Is Born That Special Time of the Year                                    | UK74 (2 Wo.)UK | — | mit Gladys Knight & the Pips |
| 1982 | Friends in Love                                                                       | — | US38 (13 Wo.)US | mit Dionne Warwick Autoren: Jay Graydon, Bill Champlin, David Foster                                                                                             |
| 1984 | Simple A Special Part of Me                                                           | — | US81 (8 Wo.)US | Autoren: Keith Stegall, Marvin Morrow |
| 1984 | Dreamin’ –                                                                            | UK90 (1 Wo.)UK | — | |

Weitere Singles
| - 1959: It’s Not for Me to Say - 1960: I Just Found Out About Love - 1960: Don’t Blame Me - 1961: You Set My Heart to Music - 1961: Laurie, My Love - 1961: Love Look Away - 1961: My Love for You - 1961: My Kind of Christmas - 1961: Christmas Eve - 1962: Everything’s Coming Up Roses - 1962: Chances Are - 1962: Unaccustomed as I Am - 1962: That’s the Way It Is - 1963: The Little Drummer Boy - 1964: The Fall of Love - 1965: Take the Time - 1965: The Sweetheart Tree - 1965: Danny Boy - 1966: Moment to Moment - 1966: The Impossible Dream - 1966: The Shadow of Your Smile - 1966: So Nice (Samba de verao) - 1967: Two Tickets and a Candy Heart - 1967: Don’t Talk to Me - 1967: Misty Roses - 1968: Venus - 1968: Among the First to Know - 1968: You Make Me Think About You - 1968: The 59th Street Bridge Song (Feelin’ Groovy) - 1969: Whoever You Are, I Love You - 1969: Give Me Your Love for Christmas - 1970: Midnight Cowboy (aus dem Film Asphalt-Cowboy) - 1970: Odds and Ends - 1970: Wherefore and Why - 1970: Pieces of Dreams - 1970: Evil Ways - 1971: Ten Times Forever More - 1971: Long Ago and Far Away - 1971: Sign of the Dove | - 1972: If We Only Have Love - 1972: Make It Easy on Yourself - 1973: Soul & Inspiration / Just Once in My Life (Medley) - 1973: Take Good Care of Her - 1973: Show and Tell - 1973: What Will My Mary Say - 1974: Sweet Child - 1975: Sail on White Moon - 1975: Feel Like Makin’ Love - 1975: Only You (And You Alone) - 1975: Woman Woman - 1976: Stardust - 1976: Yellow Roses on Her Gown - 1976: 99 Miles from L. A. - 1977: Sweet Love of Mine - 1977: Loving You – Losing You - 1977: Arianne - 1977: Sweet Surrender - 1978: You Light Up My Life - 1978: Until You Come Back to Me (That’s What I’m Gonna Do) (mit Deniece Williams) - 1979: No One but the One You Love - 1979: The Last Time I Felt Like This (mit Jane Olivor) - 1979: Begin the Beguine - 1980: You Saved My Life (mit Stephanie Lawrence) - 1980: Midnight Blue - 1980: I’ll Do It All for You (mit Paulette) - 1980: Different Kinda Different (mit Paulette) - 1980: Three Times a Lady - 1982: Somethin’s Goin’ On - 1983: Got You Where I Want You (mit Dionne Warwick) - 1983: One Love - 1984: Love Won’t Let Me Wait (mit Deniece Williams) - 1985: Hooked On Goodbye - 1985: Just One Touch - 1986: It Might as Well Be Spring (mit Henry Mancini, aus dem Musical State Fair) - 1986: Where Can I Find Christmas? - 1988: I’m on the Outside Looking In - 1988: Daydreamin’ (Remix) |

## Videoalben
- 1990: Home for Christmas (US: Platin)
- 1991: Chances Are
- 2001: Live by Request
- 2006: Johnny Mathis Live: Wonderful, Wonderful – A Gold 50th Anniversary Celebration

## Statistik

### Chartauswertung
|                     | UK     | US     |
| ------------------- | ------ | ------ |
| Nummer-eins-Alben   | UK2UK  | US3US  |
| Top-10-Alben        | UK10UK | US18US |
| Alben in den Charts | UK31UK | US71US |

|                       | UK     | US     |
| --------------------- | ------ | ------ |
| Nummer-eins-Singles   | UK1UK  | US1US  |
| Top-10-Singles        | UK6UK  | US5US  |
| Singles in den Charts | UK17UK | US43US |

### Auszeichnungen für Musikverkäufe
| Goldene Schallplatte - Frankreich - 1977: für das Album Johnny Mathis’ All-Time Greatest Hits - 1980: für das Album The Best of Johnny Mathis - Hongkong - 1979: für das Album I Only Have Eyes for You - Neuseeland - 1978: für die Single Too Much, Too Little, Too Late |

Anmerkung: Auszeichnungen in Ländern aus den Charttabellen bzw. Chartboxen sind in ebendiesen zu finden.
| Land/RegionAuszeichnungen für Musikverkäufe (Land/Region, Auszeichnungen, Verkäufe, Quellen) | Silber     | Gold       | Platin       | Verkäufe   | Quellen         |
| -------------------------------------------------------------------------------------------- | ---------- | ---------- | ------------ | ---------- | --------------- |
| Frankreich (SNEP)                                                                            | —          | 2× Gold2   | —            | 200.000    | infodisc.fr     |
| Hongkong (IFPI/HKRIA)                                                                        | —          | Gold1      | —            | 10.000     | ifpihk.org      |
| Neuseeland (RMNZ)                                                                            | —          | Gold1      | —            | 10.000     | Einzelnachweise |
| Vereinigte Staaten (RIAA)                                                                    | —          | 11× Gold11 | 13× Platin13 | 18.100.000 | riaa.com        |
| Vereinigtes Königreich (BPI)                                                                 | 9× Silber9 | 9× Gold9   | Platin1      | 2.630.000  | bpi.co.uk       |
| Insgesamt                                                                                    | 9× Silber9 | 24× Gold24 | 14× Platin14 |            |                 |